# Emil Fahrenkamp
Emil Fahrenkamp (Aquisgrana, 1885 – Düsseldorf, 1966) è stato un architetto tedesco.

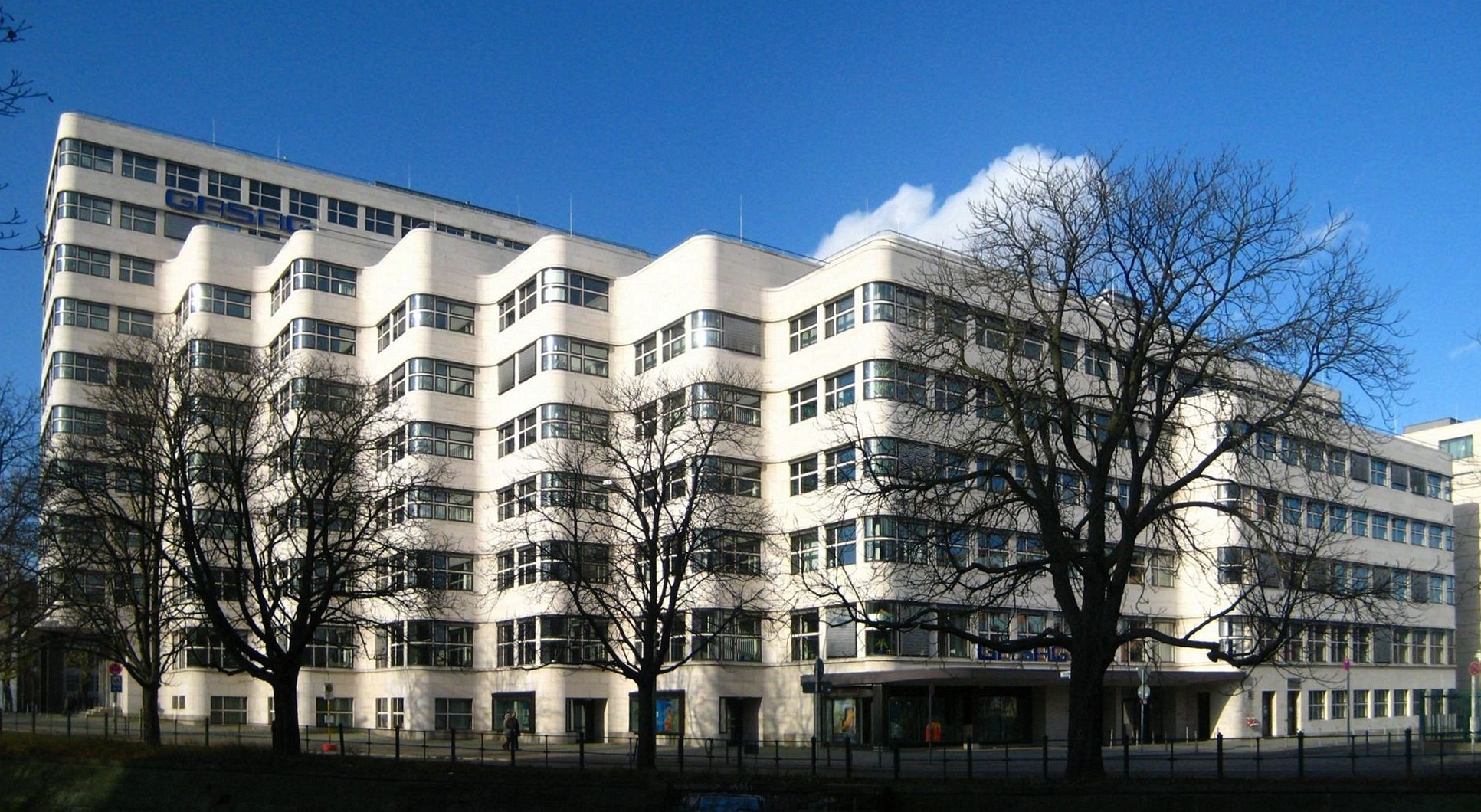
La Shell-Haus di Berlino

Formatosi nell'ambiente dell'eclettismo di Düsseldorf, fu assistente di Wilhelm Kreis e dal 1919 professore alla locale accademia d'arte.
In seguito il suo stile si evolvette abbracciando le nuove tendenze razionaliste; fra le sue opere si ricorda in particolare la Shell-Haus di Berlino (1930-1932) e l'hotel Bauhaus (1927) sul Monte Verità di Ascona.